# Ratinho
Ratinho, właśc. Everson Rodrígues (ur. 8 czerwca 1971 w Colorado) – brazylijski piłkarz grający na pozycji pomocnika, trener.

## Kariera piłkarska
Ratinho karierę piłkarską rozpoczął w Matsubara. Potem do 1991 roku grał w Athletico Paranaense. W latach 1991–1993 reprezentował barwy szwajcarskiego FC Sankt Gallen, a w latach 1993-1996 grał w FC Aarau.
W 1996 roku przeszedł do grającego wówczas w 2. Bundeslidze 1. FC Kaiserslautern, z którym odnosił największe sukcesy w piłkarskiej karierze. W sezonie 1996/1997 wywalczył awans do Bundesligi, a rok później w sezonie 1997/1998 wywalczył mistrzostwo Niemiec. W sezonie 2002/2003 jego drużyna dotarła do finału Pucharu Niemiec, gdzie jego drużyna przegrała 1:3 z Bayernem Monachium i w którym Ratinho nie grał. Po tym sezonie z powodu utraty miejsca w podstawowym składzie zespołu prowadzonego przez Erica Geretsa odszedł z klubu.
Ratinho wkrótce został zawodnikiem chińskiego Shengyang Ginde. W grudniu 2003 roku podpisał kontrakt z kazachskim Zhenisem Astana. W 2004 roku został zawodnikiem szwajcarskiego FC Luzern, w którym w 2007 roku zakończył piłkarską karierę.

## Kariera trenerska
Ratinho po zakończeniu kariery rozpoczął karierę trenerską. W 2007 roku został trenerem młodzieżowych drużyn FC Luzern. Następnie w latach 2008-2009 był koordynatorem młodzieży FC Sankt Gallen, a w latach 2010-2011 trenował drużynę U-17 1. FC Kaiserslautern (drużyna U-17).

## Osiągnięcia

### FC Kaiserslautern
- Mistrz Niemiec: 1998
- Finał Pucharu Niemiec: 2003